# 葛氏平蝦蛄
葛氏平蝦蛄（学名：Erugosquilla grahami）为蝦蛄科平蝦蛄屬下的一个种。